# Philip Gibbs
Philip Gibbs (ur. 1 maja 1877 w Londynie, zm. 10 marca 1962 w Godalming) – angielski dziennikarz i pisarz. W roku 1920 otrzymał tytuł szlachecki za wyróżniającą pracę korespondenta wojennego na linii frontu podczas I wojny światowej. Autor powieści, opracowań historycznych i publikacji autobiograficznych.
Z okazji 10 rocznicy powstania warszawskiego, z inicjatywy Ireny Rybotyckiej i na podstawie jej wspomnień z powstania, napisał powieść „No Price for Freedom”, która w różnych wersjach językowych osiągnęła nakład blisko pół miliona egzemplarzy. Wersja polska pt. „Wolność nie ma ceny” została wydana w Londynie przez wydawnictwo Tern (Rybitwa) Book (1954 – tom 1; 1955 – tom 2).
Był katolikiem.